# 톰 길리스
토머스 찰스 "톰" 길리스(영어: Thomas Charles "Tom" Gillis, 1968년 7월 16일 ~ )는 미국의 프로 골프 선수이다.